# Vorbeck (Meklemburgia-Pomorze Przednie)
Vorbeck – gmina w Niemczech,  w kraju związkowym Meklemburgia-Pomorze Przednie, w powiecie Rostock, wchodząca w skład urzędu Schwaan.